# Sayed Muhammad Hussain
Sayed Muhammad Hussain  (ur. 1 października 1911, zm. 28 lutego 1977) – indyjski hokeista na trawie. Złoty medalista olimpijski z Berlina.
Zawody w 1936 były jego jedynymi igrzyskami olimpijskimi. W turnieju wystąpił w czterech spotkaniach.